# Nescina minuta
Espèce
Nescina minuta est une espèce d'araignées aranéomorphes de la famille des Synotaxidae.

## Distribution
Cette espèce est endémique du Yunnan en Chine,. Elle se rencontre dans le xian de Mengla.

## Description
Le mâle holotype mesure 1,56 mm et la femelle paratype 1,57 mm.

## Systématique et taxinomie
Cette espèce a été décrite par Ballarin et Li en 2015.

## Publication originale
- Ballarin & Li, 2015 : « Three new genera of the family Nesticidae (Arachnida: Araneae) from Tibet and Yunnan, China. » Zoological Systematics, vol. 40, no 2, p. 179-190.